# Тайван (остров)
 Тази статия е за острова.  За папата, носил името Формоза, вижте Формоза (папа).  
Тайван е остров в западната част на Тихия океан, в Източна Азия. От 1945 г. се администрира от Република Китай (Тайван). След края на китайската гражданска война през 1949 г. остров Тайван остава единствената по-значима територия под контрола на тази държава, поради което тя често (и неточно) е наричана с името Тайван.

## География
Остров Тайван лежи на около 120 km югоизточно от бреговете на Китай, в Тайванския пролив, и е с площ от 35801 km2. Източно китайско море се намира на север, Филипинско море – на изток, проливът Лузон – на юг и Китайско море – на югозапад. Най-високата точка в Тайван е Ю Шан – 3952 m, а има и пет други върха над 3500 m. Това прави Тайван четвъртия най-висок остров. Тайван има 13 изгаснали вулкана. Има чести земетресения. Националният парк Тароко, разположен в планинската източна част на острова, има добри примери за планинския терен, клисури и ерозията, причинена от бързо течаща река.
Формата на основния остров Тайван е подобна на сладък картоф, поради което тайванците често наричат себе си „Децата на сладкия картоф“. Има и други интерпретации на островната форма, една от които е кит в океана, ако се гледа в посока запад-изток, която е обща ориентация в древните карти и е отбелязано на карта от западните изследователи.

## Климат и околна среда

### Климат
Тайван се намира между умерения и тропическия пояс и има субтропичен климат. Той е обкръжен от море, а благодарение на океанския мусон климатът на Тайван е умерен през цялата година. Зимата не е студена, а лятото не е горещо. Годишната средна температура е около 22°C, с изключение на високата планина. В Тайван е трудно да се видят слана и сняг. Линията на вечните снегове е над 3000 m надморско равнище. Тайван е дъждовен и често страда от тайфуни.

### Околна среда
Поради голямата гъстота на населението и развитата промишленост, в някои области на Тайван околната среда е силно замърсена. Най-много това се наблюдава в южните покрайнини на Тайпе и западния участък от Тайнан да Лин Ян, на юг от Гаосюн. В миналото в Тайпе поради многото превозни средства и индустриални предприятия въздухът е бил силно замърсен, но със задължителното използване на безоловен бензин и създаването на Агенцията за опазване на околната среда качеството на въздуха на Тайван се е подобрило значително.

## История
- 12 век – китайски търговци и пирати посещават острова.
- 17 век – заселен от китайци; нидерландци, испанци и португалци превземат Тайван и го наричат Формоза (красив).
- 1887 – обособен е в отделна китайска провинция по време на династията Цин.
- 1895 – 1945 – Тайван е под властта на Япония.
- 1945 – след капитулацията на Япония е върнат на Република Китай.
- 1949 – след победата на комунистите в третата гражданска война в Китай (1946 – 1949 г.), о. Тайван (заедно с още няколко малки острова) остава единствената територия под контрола на Република Китай.

## Икономика
Селско стопанство: ориз, захарна тръстика, чай, камфорово дърво, износ на цветя (орхидеи). Промишленост: полупроводници, микрочипове, риболов, свиневъдство, нефтопреработваща и химическа промишленост, черна металургия, корабостроене (най-големият строител и износител на яхти в Азия).
В Република Китай (Тайван) са регистрирани едни от най-големите технологични компании в света. Част от тях са:
- Hon Hai Precision Industries Co Ltd. – позната като Foxconn
- Quanta Computer – най-големият производител на ноутбук компютри в света
- HTC Corporation – производител на смартфони и таблети от световно значение
- Compal Electronics – втори след Quanta Computer
- Asustek – по-позната с търговското си име Asus
- Acer Inc

## Религия
Над 93% от населението на Тайван са последователи на комбинация от будизъм, конфуцианство и даоизъм; 4,5%, са последователи на християнството, което включва протестанти, католици, както и други недоминиращи християнски групи, а 2,5% са привърженици на други религии като ислям. Конфуцианството е философия, която се основава на светска етика и служи като основа на китайската и тайванската култура. По-голямата част от тайванците обикновено съчетават светското морално учение на конфуцианството с някоя друга религия, с която са свързани. Особено значима за тайванците е богинята Матцу, която символизира мореплавателския дух на тайвански предци от Фуджан и Гуангдонг.

## Административно деление
Тайван се дели на следните административно-териториални единици.
2 подобни на провинции територии, наречени шен:
- Тайван (провинция) (Taiwan Province)
- Фудзян (Fuchien Province)

2 централни градски общини:
- Гаосюн (Kaohsiung City)
- Тайпей (Taipei City)

18 територии, подобни на окръзи, наречени хсиън:
- Чанхуа (Changhua County)
- Чиайи (Chiayi County)
- Хсинчу (Hsinchu County)
- Хуалиън (Hualien County)
- Гаосюн (Kaohsiung County)
- Миаоли (Miaoli County)
- Нантоу (Nantou County)
- Пенху (Penghu County)
- Пинтун (Pingtung County)
- Тайчун (Taichung County)
- Тайнан (Tainan County)
- Тайпей (Taipei County)
- Тайтун (Taitung County)
- Таоюан (Taoyuan County)
- Илан (Yilan County)
- Юнлин (Yunlin County)

Хсиън във Фудзян:
- Кинмън (окръг) (Kinmen County)
- Лиънчиан (Lienchiang County)

5 провинциални града в Тайван (провинция), наречени ших:
- Чиайи (Chiayi City)
- Хсинчу (Hsinchu City)
- Килун (Keelung City)
- Тайчун (Taichung City)
- Тайнан (Tainan City)